# پروتکل اطلاعات مسیریابی
پروتکل اطلاعات مسیریابی (به انگلیسی: Routing Information Protocol) (اختصاری RIP) یکی از قدیمی‌ترین پروتکل‌های مسیریابی بردار فاصله (Distance-Vector Routing Protocol) در شبکه‌های رایانه‌ای می‌باشد.
یک پروتکل مسیریابی مشخص می‌کند چگونه گره‌ها با یکدیگر ارتباط برقرار می‌کنند و توزیع اطلاعاتی را انجام می‌دهد. یک پروتکل مسیریابی گره‌ها را قادر می‌سازد تا مسیرهایی را بین هر دو گره در یک شبکه کامپیوتری انتخاب کنند. بسته‌های داده‌ها از طریق شبکه های کامپیوتری از گره تا گره به مقصد منتقل می‌شوند. الگوریتم‌های مسیریابی، انتخاب مسیر خاص را تعیین می‌کنند. هر گره میانی یا روتر فقط از اطلاعات مربوط به شبکه‌هایی را که مستقیماً به آن متصل است، اطلاع دارد. یک پروتکل مسیریابی این اطلاعات را ابتدا در میان همسایگان نزدیک و سپس در سراسر شبکه به اشتراک می‌گذارد. به این ترتیب، روترها دانش توپولوژی شبکه را بدست می آورند. توانایی مسیریابی پروتکل‌ها به صورت پویا با توجه به شرایط در حال تغییر است. ویژگی‌های خاص پروتکل‌های مسیریابی عبارتند از روشی که آن‌ها از حلقه‌های مسیریابی اجتناب می‌کنند، نحوه انتخاب مسیرهای مورد نظر، استفاده از اطلاعات مربوط به هزینه‌های گام، زمان لازم برای دستیابی به همگرایی مسیریابی، مقیاس پذیری آن‌ها و سایر عوامل است.
پروتکل RIP اطلاعات قابل دسترسی را با نزدیکترین همسایه‌های خود مبادله می‌کند که این اطلاعات مجموعه‌ای از مقاصد شناخته شده برای مسیریاب‌های شرکت‌کننده است.

## عملکرد
هر مسیریاب یا روتر هر ۳۰ ثانیه کل محتویات جدول مسیریابی خود را به عنوان اینترفیس‌های RIP برای استفاده مسیریاب‌های دیگر در شبکه می‌فرستد. زمانیکه چنین اعلانی دریافت می‌شود تمام مسیریاب‌ها تخصیصی را درجدول مسیریابی خود قرار داده و ارسال مجدد را شروع می‌کنند. این فرایند تضمین می‌کند که تمامی شبکه‌های متصل به هر مسیریاب سرانجام به همه مسیریاب‌ها شناسانده می‌شوند.
اگر یک مسیریاب در مدت زمان ۱۸۰ ثانیه از مسیریاب دیگری مجدد تغییرات محتویات مسیریابی را دریافت نکند روتر به این نتیجه خواهد رسید که تمامی اطلاعاتی که دریافت کرده‌است غیرمعتبر است و از آن‌ها استفاده نمی‌کند. در نهایت اگر تا مدت زمان ۲۴۰ ثانیه اطلاعات محتویات مسیریاب را دریافت نکند تمامی اطلاعات مسیریابی که از آن روتر دریافت کرده‌است را پاک می‌کند.
هر مسیر یک صفت ویژه بنام متریک (Metric) دارد که فاصله از مقصد را مشخص می‌کند. زمانی که یک مسیریاب یک اعلان دریافت می‌کند، صفت ویژه متریک را افزایش می‌دهد. این ویژگی باعث می‌شود که مسیرها از نظر متریک با هم متفاوت شوند و مسیریاب‌ها بتوانند مسیر کوتاه‌تر را تشخیص دهند. حداکثر تعداد متریک می‌تواند عدد ۱۵ باشد و عددی بالاتر از ۱۵ به منزله غیرقابل دسترس بودن است.
ریپ می‌تواند تا ۶ مسیر را که دارای متریک برابر باشد به عنوان لود بالانس (Load Balance) و فیل اور (Fail Over) یکدیگر قرار دهد.
ریپ از پروتکل قرارداد داده‌نگار کاربر(UDP) به عنوان پروتکل حمل و نقل خود و از پورت پیشفرض ۵۲۰ استفاده می‌نماید.

## الگوریتم مسیریابی
ریپ برای محاسبه مسیر از الگوریتم بلمن–فورد(Bellman-Ford) که یک الگوریتم برای محاسبه کوتاه‌ترین مسیر است استفاده می‌کند.

## نسخه‌ها
این پروتکل درای سه نسخه ۱ و ۲ و RIPng می‌باشد.

### نسخه۱
RIP نسخه ۱ در سال ۱۹۸۸ عرضه شد و تنها می‌تواند از کلاس‌های پیشفرض IP استفاده کند. (Classful)
این نسخه برای به روز کردن جداول خود جدول خود را بین مسیریاب‌های دیگر پخش (Broadcast) می‌کند و همچنین در آن برای به روز کردن جداول احراز هویت انجام نمی‌گیرد که این موضوع آن را نسبت به حملات مختلف آسیب‌پذیر می‌سازد.

### نسخه ۲
با توجه به کمبودهای RIP نسخه ۱، RIP نسخه ۲ در سال ۱۹۹۸ آماده استفاده شد.
در این نسخه بسیاری از کاستی‌های نسخه اول برطرف شده‌است. همچنین می‌توان از زیر شبکه‌های (Subnet) غیر پیشفرض استفاده نمود (Classless)، برای آن فاکتور احراز هویت بکار برد و همچنین آن را با الگوریتم ام‌دی۵ رمز نگاری کرد.
ویژگی دیگر این نسخه نسبت به نسخه قبل این است که جداول خود را هم به صورت پخش(Broadcast)و هم به صورت چند بخشی(Multicast) در رنج آی پی ۲۲۴٫۰٫۰٫۹ ارسال نماید. دو ویژگی احراز هویت و ارتباط Multicast در این نسخه باعث ایمنی نسبی آن نسبت به نسخه قبلی گشته‌است.

### RIPng
این نسخه شباهت زیادی به نسخه ۲ دارد با این تفاوت که برای پشتیبانی از آی پی ورژن۶ به وجود آمده‌است.

## مطالعهٔ بیشتر
- یادداشت کامل سی. هندریک خالق پروتکل RIP دربارهٔ آن در سایت Request for Comments